# Andris Sprūds
Andris Sprūds (ur. 13 lipca 1971 w Lipawie) – łotewski historyk, politolog, nauczyciel, badacz stosunków międzynarodowych i polityk, w latach 2009–2022 dyrektor Łotewskiego Instytutu Spraw Międzynarodowych, poseł na Sejm, od 2023 minister obrony.

## Życiorys
W latach 1989–1994 studiował na wydziale historii i filozofii Uniwersytetu Łotwy w Rydze, gdzie uzyskał magisterium z historii. W 1997 ukończył roczne studia magisterskie w zakresie historii Europy Środkowej na Uniwersytecie Środkowoeuropejskim w Budapeszcie, a w 1998 studia magisterskie ze stosunków międzynarodowych na macierzystym wydziale w Rydze. W 2005 na Wydziale Studiów Międzynarodowych i Politycznych Uniwersytetu Jagiellońskiego uzyskał stopień doktora nauk humanistycznych w zakresie nauk o polityce na podstawie pracy pt. Elita gospodarcza a polityka zagraniczna. Rosyjskie grupy finansowo-przemysłowe a rosyjska polityka bałtycka 1991–1999.
W latach 1993–1995 był nauczycielem historii i politologii w szkole średniej w miejscowości Āgenskalns. Następnie pracował jako archiwista w Łotewskim Archiwum Państwowym (1995) oraz ekspert w biurze ds. naturalizacji (1995–1996). Przez rok był pracownikiem łotewskiego biura koordynacyjnego europejskiego programu „Leonardo da Vinci”. W 1999 podjął pracę na wydziale nauk politycznych Uniwersytetu Stradiņša w Rydze, na którym doszedł do stanowiska profesora. W latach 2018–2022 zajmował stanowisko dziekana wydziału studiów europejskich tej uczelni. Był też adiunktem w Zakładzie Stosunków Międzynarodowych i Bezpieczeństwa Narodowego w Wyższej Szkole Biznesu – National-Louis University w Nowym Sączu. Wykładał gościnnie na Uniwersytecie Łotwy, a także na innych łotewskich uczelniach. Od 2004 pracował jako analityk w Łotewskim Instytucie Spraw Międzynarodowych. W latach 2011–2022 pełnił funkcję dyrektora tej instytucji.
W 2022 został ekspertem socjaldemokratycznej partii Postępowi ds. polityki zagranicznej, a także jej kandydatem na ministra obrony w przyszłym rządzie. W wyborach w 2022 kandydował do Sejmu z listy tego ugrupowania w Rydze, uzyskując mandat deputowanego. W parlamencie został przewodniczącym komisji spraw europejskich. We wrześniu 2023 objął urząd ministra obrony w nowo utworzonym rządzie Eviki Siliņi.
Deklaruje znajomość języków angielskiego, polskiego i rosyjskiego.